# Énergie potentielle
L'énergie potentielle d'un système physique est l'énergie liée à une interaction, qui a la capacité de se transformer en d'autres formes d'énergie, le plus souvent en énergie cinétique, une énergie de mouvement. La force qui modélise l'interaction est une force conservative c'est-à-dire que son travail ne dépend pas du chemin suivi lors du déplacement, mais uniquement du point de départ et du point d'arrivée : {\displaystyle W_{{\overrightarrow {F}}A\rightarrow B}=E_{p}(A)-E_{p}(B)}. Autrement dit, la différence entre les énergies potentielles associées à deux points de l'espace est égale à l'opposé du travail de la force concernée pour aller d'un point à l'autre, et ce, quel que soit le chemin utilisé : {\displaystyle \mathrm {\delta } W_{\overrightarrow {F}}=-\mathrm {d} E_{p}}. On dit que la force dérive d'une énergie potentielle : {\textstyle {\overrightarrow {F}}=-{\overrightarrow {\nabla }}E_{p}=-\operatorname {\overrightarrow {grad}} E_{p}}. Cette énergie potentielle, définie à une constante arbitraire près, ne dépend que de la position du corps dans l'espace. Elle est exprimée en joules dans le Système international d'unités.
Un exemple simple est celui d'un corps terrestre tenu en hauteur (et donc possédant une énergie potentielle de pesanteur du fait de sa hauteur) qui, une fois lâché, transforme cette énergie potentielle en énergie cinétique quand sa vitesse augmente lors de sa chute. {\displaystyle E_{p}=m\,g\,z}. La force qui modélise l'interaction responsable de cette énergie potentielle est le poids : {\textstyle {\overrightarrow {P}}=-\operatorname {\overrightarrow {grad}} E_{p}=-{\frac {\mathrm {d} E_{p}}{\mathrm {d} z}}{\overrightarrow {e_{z}}}=-m\,g\,{\overrightarrow {e_{z}}}}.

## Quelques exemples d'énergies potentielles
Chaque force conservative donne naissance à une énergie potentielle.
- À l'échelle macroscopique elle est une partie de l'énergie mécanique ; on  distingue usuellement les quatre suivantes[3].
  - L'énergie potentielle de pesanteur[2] : {\displaystyle E_{p}=m\,g\,z}.
  - L'énergie potentielle gravitationnelle[4] : {\displaystyle E_{p}=-G{\frac {m_{1}\,m_{2}}{r_{12}}}}.
  - L'énergie potentielle élastique[5] : {\displaystyle E_{p}={\frac {1}{2}}k\,x^{2}}.
  - L'énergie potentielle électrostatique[6] : {\displaystyle E_{p}={\frac {q_{1}q_{2}}{4\pi \,\epsilon _{0}\,r_{12}}}}.

- À l'échelle microscopique, elle est une partie de l'énergie interne et est composée ; elle est associées aux énergies de liaisons des éléments chimiques ou nucléaires.
  - Les énergies de liaison chimique entre les atomes qui forment les molécules ou les cristaux et qui expliquent les vibrations responsables d'une partie de l'énergie thermique.
  - Les énergies nucléaires impliquant les nucléons et assurant la cohésion des noyaux atomiques.

## Condition d'équilibre d'un système
À partir de la relation entre le travail d'une force conservative et l'énergie potentielle on obtient la relation suivante, avec {\displaystyle {\overrightarrow {\mathrm {d} u}}} le vecteur caractérisant un déplacement élémentaire :
{\displaystyle \ \delta W_{F}={\overrightarrow {F}}\cdot {\overrightarrow {\mathrm {d} u}}=F\,\mathrm {d} u\,\cos {\Big (}{\widehat {{\vec {F}};{\vec {\mathrm {d} u}}}}{\Big )}=-\mathrm {d} E_{p}}.
On a ainsi : {\displaystyle F\,\cos {\Big (}{\widehat {{\overrightarrow {F}};{\overrightarrow {\mathrm {d} u}}}}{\Big )}=-{\frac {\mathrm {d} E_{p}}{\mathrm {d} u}}}.
Dans le cas où le système est soumis à cette seule force, on sait d'après les lois de Newton que le système est en équilibre si {\displaystyle {\overrightarrow {F}}={\overrightarrow {0}}} (le moment des forces est nul également par voie de conséquence). On en déduit une condition d'équilibre pour un système possédant une énergie potentielle :
{\displaystyle {\frac {\mathrm {d} E_{p}}{\mathrm {d} u}}=0}
Le système est donc en équilibre quand son énergie potentielle admet des minimums et des maximums locaux. On peut alors différencier les positions d'équilibre stables et instables, selon que l'énergie potentielle est respectivement minimale ou maximale. La stabilité d'un équilibre peut ainsi être déduite du signe de la dérivée seconde de l'énergie potentielle :
- {\displaystyle {\frac {\mathrm {d} ^{2}E_{p}}{\mathrm {d} u^{2}}}>0} pour un équilibre stable (l'énergie potentielle présente un minimum local),
- a contrario {\displaystyle {\frac {\mathrm {d} ^{2}E_{p}}{\mathrm {d} u^{2}}}<0} pour un équilibre instable (l'énergie potentielle présente un maximum local).

Puits d'énergie potentielle

On peut aussi souligner les notions de puits ou de barrière d'énergie potentielle.
- Un puits d'énergie potentielle existe lorsque la représentation graphique de l'énergie potentielle en fonction du paramètre décrivant le mouvement admet un puits. Si le système n'a pas assez d'énergie mécanique pour sortir du puits, il est contraint de rester entre deux positions et peut éventuellement osciller.
- Une barrière d'énergie potentielle existe lorsque l'énergie potentielle tend vers l'infini quand le système s'approche d'une certaine position. Le système ne peut alors pas aller au-delà de cette position et est contraint de revenir en arrière.